# Šimon Proxenus
Simon Wirth auch Šimon Proxenus ze Sudetu (um *  1532 in České Budějovice; † 7. Dezember 1575 in Prag) war ein böhmischer lutherischer Humanist, Poet und Rechtsgelehrter. Sein latinisierter Name lautete Simon Proxenus a Sudetis.

## Leben und Wirken
Proxenus war in seiner Geburtsstadt einige Zeit als Stadtschreiber tätig. Dann zog er, nach einer Zwischenstation an der Alma Mater Viadrina in Frankfurt an der Oder, an die Universität zu Wittenberg, wo er u. a. bei Philipp Melanchthon studierte. Er wurde dort im Oktober 1553 unter dem Namen „Simon Wirt Budwitzensis“ immatrikuliert. Er beschloss sein Studium mit dem Magister artium und ging um das Jahr 1556 anschließend an die Prager Universität, wo er seine akademische Arbeit aufnahm. Proxenus verkehrte im Kreis der Dichter um Jan Hodějovský z Hodějova. Er begleitete Graf Julius Šlik in die Niederlande und nach Frankreich. Im Jahre 1554 wurde er Professor für Rechtslehre an der Prager Universität. Für seine akademische Arbeit wurde er in 1557 geadelt und erhielt den Namenszusatz ze Sudetu „aus dem Sudetenland“. Seit 1567 bekleidete er das Amt eines Vorstandes des Appellationsgericht. Auch stand er im Dienst von Rudolf II., so nahm er etwa als Redner bei der Wahl des neuen polnischen Königs Heinrich III. teil. Der vakante Thron wurde nach dem Tode von Sigismund II. August durch eine Wahlmonarchieverfahren bestimmt. Im Jahre 1573 nahm er als Mitglied im Gefolge von Ladislaus Popel von Lobkowitz am Böhmischen Landtag teil. Seine vielversprechende Karriere endete im Jahr 1575 durch seinen vorzeitigen Tod.
Er war Mitglied der Sodalitas litteraria in Prag.

## Werke (Auswahl)
- Ducum et Regum Bohemiae series ad Carolum quartum descripta carmine. (1556)
- Elegia de excubiis angelicis. (1555)
- Allegoria petrae deserti percussae a Moise, et fundentis largissimos fontes aquarum, tradita ab Apostolo Paulo 1. Corinth: 10. (1554)
- Eidyllion de natali Domini nostri Iesi Christi, ad integerrimum et clarissimum virum, Dominum Conradum Aff, inclytae reipublicae Francfordensis ad Viadrum Senatorem. (1554)